# Motte de Juhègues
La Motte de Juhègues (Jueges en catalan) était un château médiéval de style roman du Xe siècle situé sur l'ancien hameau de Juhègues, actuellement appartenant à la commune de Torreilles.
Il est situé sur le territoire de la Salanque, dans la région historique et naturelle du Roussillon en Catalogne Nord, ainsi que dans l'actuel département français des Pyrénées-Orientales. 
La Motte se trouve peu de mètres à l'ouest de l'ermitage Notre-Dame de Juhègues, au nord-ouest du village, près de la zone artisanale. Il est situé sur une plaine à la droite de l'Agly, près du vieux chemin de Claira.

## Histoire
Selon Jordi Castellví et Jordi Bolòs, Juhègues signifie "près de l'eau" ("iuxta aquas" en latin). Il apparaît documenté pour la première fois en 963 sous la forme Nutidaigas et en 1011 sous la forme Judegas. 
Au XIIe siècle apparaît une famille appelée Juegues: Ramon de Juegues, en 1165, qui figure comme fidèle au Comte de Roussillon. En 1194, il est mentionné une femme nommée Saurimunda, fille de Berenguer de Juegues et femme de Ferrer du Soler.
Au XIIIe siècle apparaissent les premières informations sur la Motte. En 1246, Bernat de Castell-Rosselló (Château-Roussillon) rend à son oncle Ponç Pauc le feudum castrum de Judaycis, qui avait appartenu à Guillem de Juegues grâce à Arnau de Castell-Rosselló. En 1265, Dalmau de Castellnou vend tous les biens et rentes des terres de Sainte-Marie de Juhègues, parmi lesquels le château et le village de Juhègues (castrum sive locum in quo consevit esse castrum ipsius loci). 
Dans un autre document contemporain à ces évènements, mais sans date, il est fait mention que Guillem Ramon de Juegues avait ce fief au nom du seigneur de Saint-Laurent-de-la-Salanque. Dans ce dernier, il est établi que les hommes qui habitaient à Juhègues devaient travailler au château et y faire fonctions de garde, et quand il fallait laisser les bœufs et les ânes.
En 1533, il est mentionné en tant que "Mont de terre" de Juhègues, rapporté sans doute à cette motte qui actuellement se nomme Muntinya. Dans le plan cadastral de 1810, il y est encore présent.

## Caractéristiques
La Motte de Juhègues devait faire près de 50 mètres de long par près de 20 mètres de large, avec une hauteur maximale de près de 3 mètres. À ce jour seulement le secteur nord-ouest est encore conservé. En 1950, l'historien J. Cloîtres y a effectué quelques sondages archéologiques, et y sont apparus des fragments céramiques de poterie commune romaine, des morceaux de tègules (tuiles romaines) et des galets avec des restes de chaux. Dans une coupe verticale ont été trouvés deux niveaux de cendre, en plus de la présence de céramique.
Ces restes provenaient des constructions qui couronnaient la Motte, bien que la plupart des pierres aient dû être exploitées pour d'autres constructions. Il s'agissait d'une motte artificielle, comme celle de Saint-Nazaire ou celle de Saint-Féliu-d'Avall, constituée d'une montagne de terre destinée à accueillir au-dessus une construction de défense, probablement en pierre. Les mottes sont des constructions apparues vers l'an 1000 pour y accueillir les seigneurs locaux. Elle devait être construite aux XIe ou XIIe siècles, et sûrement abandonnée au XVe siècle, sinon plus tôt. D'autres constructions similaires sont la Motte de Tanyeres à Perpignan, la Motte de Mossellons, à Elne, et peut-être le Puig de la Vila Vella, à Banyuls-dels-Aspres.